# Curva di Bain
Le curve di Bain, altrimenti dette curve di trasformazione isoterma o curve TTT (dall'inglese Time Temperature Transformation), sono curve sperimentali che permettono di identificare i costituenti microstrutturali dell'acciaio ottenuti al termine di un determinato processo di raffreddamento variabile nel tempo. Le curve TTT riportano l'inizio, la fine e talvolta anche l'avanzamento percentuale delle transizioni di fase che avvengono in un acciaio sottoraffreddato di specifica composizione durante una fase isotermica di sufficiente durata, partendo dallo stesso acciaio completamente austenitizzato al di sopra dei suoi punti critici.
Le curve di Bain trovano applicazione in ambito industriale, in particolare per definire il trattamento termico da eseguire su un prodotto: in base a durata e temperatura del mantenimento, e approssimando come istantanei i cali di temperatura, è infatti possibile prevedere dal diagramma quale sarà la microstruttura dell'acciaio scelto a temperatura ambiente.
Oltre alle curve di trasformazione, i diagrammi TTT riportano normalmente anche una o due temperature critiche di equilibrio (determinate precisamente dalla sola composizione dell'acciaio) e, a volte, dati relativi alla percentuale di volume trasformato in corrispondenza delle curve di fine trasformazione o alla durezza dell'acciaio ottenuto a fine processo.

## Esempi di curve di Bain
I diagrammi TTT dipendono dalla composizione precisa dell'acciaio che si raffredda (in particolare se ipoeutettoidica, eutettoidica, ipereutettoidica), perché cambiano le microstrutture ottenibili e la temperatura a cui occorre iniziare il processo di raffreddamento, oltre che i tempi caratteristici di trasformazione riassunti nelle curve stesse.

### Acciai eutettoidici

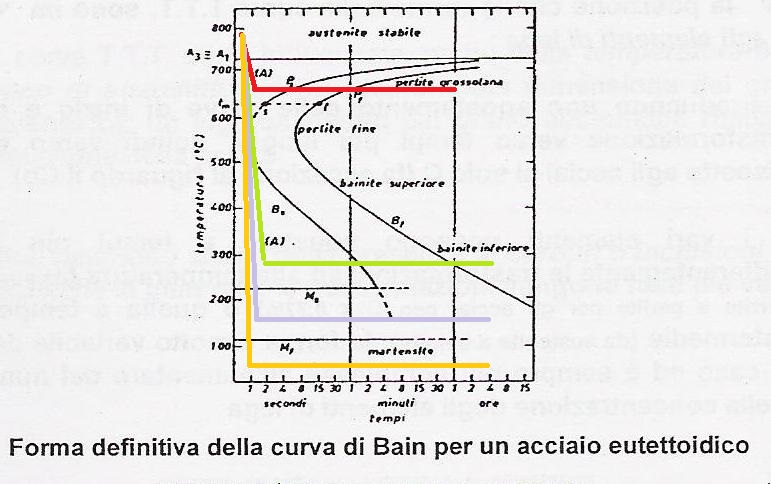
Figura 1 - Diagramma TTT di un acciaio eutettoidico

Il diagramma TTT per un acciaio eutettoidico è qualitativamente come quello di figura 1. Notiamo innanzitutto che la temperatura da cui parte il raffreddamento è superiore alla temperatura critica A1, cioè la temperatura a cui un acciaio eutettoidico austenitico è instabile e comincia a trasformarsi in altre fasi e costituenti microstrutturali (la temperatura A1 corrisponde esattamente a 727 °C).

Consideriamo inizialmente la curva di raffreddamento rossa: dopo aver velocemente raffreddato l'austenite stabile, comincia la fase isoterma del processo (tratto orizzontale), all'incirca a 660 °C; quando il segmento incontra la curva Ps (Perlite start), l'austenite metastabile comincia a trasformarsi in perlite, completando la trasformazione in corrispondenza di Pf (Perlite finish); oltre quest'ultima curva, non avvengono più cambiamenti sostanziali nei costituenti microstrutturali. Un ragionamento analogo vale anche per la curva verde al di sotto della rientranza delle due curve (naso perlitico) secondo cui si ottiene bainite al posto della perlite (questo preciso trattamento viene detto tempra bainitica o austempering).

Le altre due curve, invece, portano alla formazione della martensite, poiché attraversano il segmento Ms (Martensite start): al di sotto di questa temperatura comincia a formarsi la martensite, e al di sotto di Mf (Martensite finish) la trasformazione dell'austenite è completa. In particolare, con la curva violetta la martensite si forma solo parzialmente, mentre l'austenite residua si trasforma in bainite oltre la curva tratteggiata; con la curva gialla, infine, tutta l'austenite si trasforma in martensite. Nei diagrammi più precisi molto spesso il segmento Mf non viene indicato, ma viene sostituito da una sigla che riporta la percentuale di martensite formatasi ad una certa temperatura (ad esempio M90, con riferimento ad un avanzamento della trasformazione pari al 90%): ciò perché le impurezze degli acciai (sempre presenti nella pratica) abbassano le temperature caratteristiche del diagramma, portando la temperatura del 100% di martensite al di sotto della temperatura ambiente, a cui il raffreddamento solitamente termina.

### Acciai ipoeutettoidici
I diagrammi TTT degli acciai ipoeutettoidici si differenziano da quelli degli eutettoidici per due aspetti, relativi alla parte superiore del diagramma. La prima differenza risiede nella temperatura critica da considerare, la quale non è più una sola (A1), bensì due, perché in un acciaio ipoeutettoidico austenitizzato che subisce una raffreddamento avvengono due trasformazioni: l'austenite dapprima si trasforma in ferrite α, e poi, giunti a 727 °C, l'austenite residua si trasforma in perlite (entrambe le trasformazioni sono riportate nel diagramma ferro-carbonio); le due temperature critiche riportate nel diagramma saranno pertanto A3 (il cui valore preciso, sempre superiore ad A1, è stabilito in base alla composizione precisa dell'acciaio) ed A1. La seconda differenza, legata alla prima, è che al di sopra del naso delle curve non vi è più solo la zona di formazione della perlite (che per tempi lunghi tende al valore di equilibrio A1), ma ne è presente anche un'altra che la precede temporalmente e che rappresenta la trasformazione dell'austenite in ferrite: essa tende al valore di equilibrio A3 e la sua curva di fine trasformazione coincide con la curva di inizio trasformazione della perlite.

Se consideriamo delle curve di raffreddamento analoghe a quelle di figura 1, ma applicate ad un diagramma TTT di un acciaio ipoeutettoidico, l'unico processo differente rispetto agli eutettoidici è quello rappresentato dalla curva rossa: se il mantenimento isotermo dura abbastanza da oltrepassare entrambe le zone di trasformazione, al termine del processo si ottiene una microstruttura mista di perlite e ferrite α.

### Acciai ipereutettoidici
Il diagramma TTT degli acciai ipereutettoidici è qualitativamente molto simile a quello degli ipoeutettoidici, con due differenze: le due temperatura critiche non sono A3 ed A1, ma Acm ed A1, poiché l'austenite si smiscela in cementite secondaria e non in ferrite α (come si nota osservando il diagramma ferro-carbonio), e di conseguenza la zona di trasformazione precedente a quella perlitica non rappresenta la trasformazione dell'austenite in ferrite, bensì dell'austenite in cementite. La lettura delle curve TTT, comunque, è analoga ai casi precedenti.

## Applicazioni pratiche
Alcuni trattamenti termici particolarmente diffusi in ambito metallurgico si basano sui diagrammi TTT: i più importanti sono la ricottura isoterma, la tempra bainitica e il patentamento. In tutti questi processi la temperatura di partenza è superiore a quella critica: per gli acciai ipoeutettoidici ci si porta solitamente a 50 °C sopra A3, mentre per gli ipereutettoidici solitamente si parte da temperature un po' più basse (circa Acm), perché se si operasse ad Acm+50 °C, come si può notare osservando il diagramma ferro-carbonio, la temperatura sarebbe pericolosamente prossima a quella di fusione parziale dell'austenite.

I trattamenti citati sono solitamente eseguiti in bagni di sali fusi, e sono volti all'ottenimento di strutture adatte alla successiva lavorazione.